# کاستلانو و پیپولو
کاستلانو و پیپولو (انگلیسی: Castellano & Pipolo) لقب یک زوج هنری فیلم‌نامه‌نویس و کارگردان ایتالیایی با نام‌های فرانکو کاستلانو (۱۹۹۹–۱۹۲۵) و جوزپه موچا (۲۰۰۶–۱۹۳۳) بود. این دو با همکاری هم برای ۷۰ فیلم، فیلم‌نامه نوشتند و ۲۰ فیلم نیز با هم کارگردانی کردند که بیشتر ژانر کمدی بود.
از فیلم‌هایی که این زوج هنری در آنها نقش داشته‌اند، می‌توان به کشور زیبا، سه ببر در برابر سه ببر، فاشیست، با ببرها بازی نکنید، مرد، زن و پول، دکتر جکیل و بانوی مهربان، شنبه، یکشنبه و جمعه، شکر، عسل و فلفل و اسکی مارپیچ اشاره کرد.